# Esqui cross-country nos Jogos Paralímpicos de Inverno de 2018 - Velocidade masculino
As provas de velocidade masculino do esqui cross-country nos Jogos Paralímpicos de Inverno de 2018 foram disputadas no Centro de Biatlo Alpensia, em Daegwallyeong-myeon, Pyeongchang, em 14 de março. Atletas sentados percorreram 1,1 km e atletas em pé e deficientes visuais percorreram 1,5km.

## Medalhistas
| Medalha | Atletas sentados   | Atletas em pé                      | Deficientes visuais                             |
| ------- | ------------------ | ---------------------------------- | ----------------------------------------------- |
| Ouro    | USA Andrew Soule   | KAZ Alexandr Kolyadin              | CAN Brian McKeever / Graham Nishikawa (guia)    |
| Prata   | BLR Dzmitry Loban  | JPN Yoshihiro Nitta                | SWE Zebastian Modin / Johannes Andersson (guia) |
| Bronze  | USA Daniel Cnossen | FIN Ilkka Tuomisto CAN Mark Arendz | NOR Eirik Bye / Arvid Nelson (guia)             |

## Resultados

### Atletas sentados

#### Qualificação
| Pos. | Bib | Atleta                    | Tempo real | Tempo calculado | Diferença | Notas |
| ---- | --- | ------------------------- | ---------- | --------------- | --------- | ----- |
| 1    | 1   | UKR Maksym Yarovyi        | 3:29.95    | 3:00.56         | —         | Q     |
| 2    | 8   | CAN Collin Cameron        | 3:09.17    | 3:01.60         | +1.04     | Q     |
| 3    | 9   | USA Aaron Pike            | 3:14.83    | 3:07.04         | +6.48     | Q     |
| 4    | 10  | BLR Yauheni Lukyanenka    | 3:08.28    | 3:08.28         | +7.72     | Q     |
| 5    | 4   | USA Daniel Cnossen        | 3:09.02    | 3:09.02         | +8.46     | Q     |
| 6    | 5   | BLR Dzimitry Loban        | 3:09.25    | 3:09.25         | +8.69     | Q     |
| 7    | 14  | CHN Zheng Peng            | 3:42.34    | 3:11.21         | +10.65    | Q     |
| 8    | 2   | KOR Sin Eui-hyun          | 3:11.33    | 3:11.33         | +10.77    | Q     |
| 9    | 6   | CAN Chris Klebl           | 3:26.25    | 3:13.88         | +13.32    | Q     |
| 10   | 15  | CAN Derek Zaplotinsky     | 3:36.34    | 3:14.71         | +14.15    | Q     |
| 11   | 11  | UKR Taras Rad             | 3:14.96    | 3:14.96         | +14.40    | Q     |
| 12   | 3   | USA Andrew Soule          | 3:15.27    | 3:15.27         | +14.71    | Q     |
| 13   | 13  | KAZ Denis Petrenko        | 3:27.81    | 3:15.34         | +14.78    |       |
| 14   | 19  | USA Sean Halsted          | 3:25.39    | 3:17.17         | +16.61    |       |
| 15   | 16  | BRA Cristian Ribera       | 3:29.96    | 3:17.36         | +16.80    |       |
| 16   | 20  | GBR Scott Meenagh         | 3:17.72    | 3:17.72         | +17.16    |       |
| 17   | 18  | CAN Sebastien Fortier     | 3:29.03    | 3:20.67         | +20.11    |       |
| 18   | 26  | CHN Huang Feixiang        | 3:21.75    | 3:21.75         | +21.19    |       |
| 19   | 21  | BLR Arkadz Shykuts        | 3:24.26    | 3:24.26         | +23.70    |       |
| 20   | 22  | CHN Huang Bitao           | 3:28.70    | 3:28.70         | +28.14    |       |
| 21   | 27  | CHN Wang Quan             | 4:04.05    | 3:29.88         | +29.32    |       |
| 22   | 12  | POL Kamil Rosiek          | 3:30.01    | 3:30.01         | +29.45    |       |
| 23   | 25  | USA Jeremy Wagner         | 3:39.46    | 3:30.68         | +30.12    |       |
| 24   | 17  | CHN Du Mingyuan           | 3:30.89    | 3:30.89         | +30.33    |       |
| 25   | 24  | KAZ Sergey Ussoltsev      | 3:31.63    | 3:31.63         | +31.07    |       |
| 26   | 23  | CHN Lu Jingfeng           | 4:06.55    | 3:41.90         | +41.34    |       |
| 27   | 28  | CAN Ethan Hess            | 3:44.53    | 3:44.53         | +43.97    |       |
| 28   | 30  | BLR Vadzim Lipinski       | 3:47.57    | 3:47.57         | +47.01    |       |
| 29   | 29  | CAN Yves Bourque          | 4:02.40    | 3:47.86         | +47.30    |       |
| 30   | 31  | GEO Temuri Dadiani        | 3:56.50    | 3:56.50         | +55.94    |       |
| 31   | 32  | PRK Ma Yu-chol            | 3:59.48    | 3:59.48         | +58.92    |       |
| 32   | 33  | PRK Kim Jong-hyon         | 4:23.87    | 4:23.87         | +1:23.31  |       |
| 33   | 36  | ARM Stas Nazaryan         | 4:41.11    | 4:41.11         | +1:40.55  |       |
| 34   | 34  | SRB Miloš Zarić           | 6:02.51    | 5:26.26         | +2:25.70  |       |
| 35   | 35  | CRO Josip Zima            | 10:01.36   | 9:25.28         | +6:24.72  |       |
| —    | 7   | NOR Trygve Steinar Larsen | DNF        | DNF             | DNF       |       |

#### Semifinal 1
| Pos. | Bib | Atleta                 | Tempo  | Diferença | Notas |
| ---- | --- | ---------------------- | ------ | --------- | ----- |
| 1    | 112 | USA Andrew Soule       | 3:45.0 | —         | Q     |
| 2    | 108 | KOR Sin Eui-hyun       | 3:45.8 | +0.8      | Q     |
| 3    | 105 | USA Daniel Cnossen     | 3:47.1 | +2.1      | Q     |
| 4    | 104 | BLR Yauheni Lukyanenka | 3:48.3 | +3.3      |       |
| 5    | 101 | UKR Maksym Yarovyi     | 3:52.4 | +7.4      |       |
| 6    | 109 | CAN Chris Klebl        | 3:53.3 | +8.3      |       |

#### Semifinal 2
| Pos. | Bib | Atleta                | Tempo  | Diferença | Notas |
| ---- | --- | --------------------- | ------ | --------- | ----- |
| 1    | 106 | BLR Dzmitry Loban     | 3:46.4 | —         | Q     |
| 2    | 102 | CAN Collin Cameron    | 3:46.4 | +0.0      | Q     |
| 3    | 111 | UKR Taras Rad         | 3:48.6 | +2.2      | Q     |
| 4    | 103 | USA Aaron Pike        | 3:49.7 | +3.3      |       |
| 5    | 107 | CHN Zheng Peng        | 3:52.1 | +5.7      |       |
| 6    | 110 | CAN Derek Zaplotinsky | 3:57.7 | +11.3     |       |

#### Final
| Pos. | Bib | Atleta             | Tempo  | Diferença | Notas |
| ---- | --- | ------------------ | ------ | --------- | ----- |
| 01 ! | 112 | USA Andrew Soule   | 3:31.4 | —         |       |
| 02 ! | 106 | BLR Dzmitry Loban  | 3:31.4 | +0.0      |       |
| 03 ! | 105 | USA Daniel Cnossen | 3:31.8 | +0.4      |       |
| 4    | 102 | CAN Collin Cameron | 3:32.1 | +0.7      |       |
| 5    | 111 | UKR Taras Rad      | 3:36.3 | +4.9      |       |
| 6    | 108 | KOR Sin Eui-hyun   | 3:38.7 | +7.3      |       |

### Atletas em pé

#### Qualificação
| Pos. | Bib | Atleta                        | Tempo real | Tempo calculado | Diferença | Notas |
| ---- | --- | ----------------------------- | ---------- | --------------- | --------- | ----- |
| 1    | 83  | KAZ Alexandr Kolyadin         | 3:45.68    | 3:36.65         | —         | Q     |
| 2    | 72  | JPN Yoshiro Nitta             | 4:00.37    | 3:38.74         | +2.09     | Q     |
| 3    | 74  | CAN Mark Arendz               | 4:03.34    | 3:39.01         | +2.36     | Q     |
| 4    | 81  | GER Alexander Ehler           | 3:49.24    | 3:40.07         | +3.42     | Q     |
| 5    | 80  | JPN Taiki Kawayoke            | 4:35.58    | 3:40.46         | +3.81     | Q     |
| 6    | 75  | POL Witold Skupien            | 4:35.59    | 3:40.47         | +3.82     | Q     |
| 7    | 71  | FIN Ilkka Tuomisto            | 4:03.91    | 3:41.96         | +5.31     | Q     |
| 8    | 73  | UKR Grygorii Vovchynskyi      | 4:04.18    | 3:42.20         | +5.55     | Q     |
| 9    | 76  | NOR Hakon Olsrud              | 4:10.44    | 3:47.90         | +11.25    | Q     |
| 10   | 79  | KAZ Alexandr Gerlits          | 4:15.40    | 3:49.86         | +13.21    | Q     |
| 11   | 87  | SUI Luca Tavasci              | 4:18.62    | 3:55.34         | +18.69    | Q     |
| 12   | 77  | CHN Du Haitao                 | 4:56.03    | 3:56.82         | +20.17    | Q     |
| 13   | 78  | UKR Serhii Romaniuk           | 4:20.89    | 3:57.41         | +20.76    |       |
| 14   | 82  | MGL Ganbold Batmunkh          | 4:24.50    | 3:58.05         | +21.40    |       |
| 15   | 85  | CHN Ma Mingtao                | 5:00.73    | 4:00.58         | +23.93    |       |
| 16   | 91  | NOR Johannes Birkelund        | 4:32.77    | 4:02.77         | +26.12    |       |
| 17   | 84  | CHN Wu Junbao                 | 5:13.19    | 4:10.55         | +33.90    |       |
| 18   | 88  | JPN Keigo Iwamoto             | 4:50.07    | 4:12.36         | +35.71    |       |
| 19   | 86  | JPN Masaru Hoshizawa          | 4:45.76    | 4:20.04         | +43.39    |       |
| 20   | 89  | USA Ruslan Reiter             | 4:51.40    | 4:25.17         | +48.52    |       |
| 21   | 93  | IRI Aboulfazl Khatibi Mianaei | 4:54.13    | 4:27.66         | +51.01    |       |
| 22   | 90  | CHN Wang Chenyang             | 5:41.58    | 4:33.26         | +56.61    |       |
| 23   | 92  | ITA Christian Toninelli       | 5:17.80    | 4:49.20         | +1:12.55  |       |
| 24   | 94  | CRO Antun Bosnjakovic         | 5:37.57    | 4:53.69         | +1:17.04  |       |

#### Semifinal 1
| Pos. | Bib | Atleta                   | Tempo  | Diferença | Notas |
| ---- | --- | ------------------------ | ------ | --------- | ----- |
| 1    | 141 | KAZ Alexandr Kolyadin    | 4:52.2 | —         | Q     |
| 2    | 148 | UKR Grygorii Vovchynskyi | 4:58.6 | +6.4      | Q     |
| 3    | 144 | GER Alexander Ehler      | 4:58.7 | +6.5      | Q     |
| 4    | 149 | NOR Hakon Olsrud         | 5:05.4 | +13.2     |       |
| 5    | 145 | JPN Taiki Kawayoke       | 5:09.4 | +17.2     |       |
| 6    | 152 | CHN Du Haitao            | 5:29.8 | +37.6     |       |

#### Semifinal 2
| Pos. | Bib | Atleta               | Tempo  | Diferença | Notas |
| ---- | --- | -------------------- | ------ | --------- | ----- |
| 1    | 142 | JPN Yoshiro Nitta    | 4:50.5 | —         | Q     |
| 2    | 143 | CAN Mark Arendz      | 4:53.7 | +3.2      | Q     |
| 3    | 147 | FIN Ilkka Tuomisto   | 4:53.8 | +3.3      | Q     |
| 4    | 146 | POL Witold Skupien   | 4:56.4 | +5.9      |       |
| 5    | 150 | KAZ Alexandr Gerlits | 5:09.5 | +19.0     |       |
| 6    | 151 | SUI Luca Tavasci     | 5:09.6 | +19.1     |       |

#### Final
| Pos. | Bib | Atleta                   | Tempo  | Diferença | Notas |
| ---- | --- | ------------------------ | ------ | --------- | ----- |
| 01 ! | 141 | KAZ Alexandr Kolyadin    | 4:19.7 | —         |       |
| 02 ! | 142 | JPN Yoshiro Nitta        | 4:20.5 | +0.8      |       |
| 03 ! | 143 | CAN Mark Arendz          | 4:20.8 | +1.1      |       |
| 03 ! | 147 | FIN Ilkka Tuomisto       | 4:20.8 | +1.1      |       |
| 5    | 144 | GER Alexander Ehler      | 4:21.7 | +2.0      |       |
| 6    | 148 | UKR Grygorii Vovchynskyi | 4:34.5 | +14.8     |       |

### Deficientes visuais

#### Qualificação
| Pos. | Bib | Atleta                                       | País               | Tempo real | Tempo calculado | Diferença | Notas |
| ---- | --- | -------------------------------------------- | ------------------ | ---------- | --------------- | --------- | ----- |
| 1    | 121 | Zebastian Modin Guia: Johannes Andersson     | SWE Suécia         | 3:56.32    | 3:27.96         | —         | Q     |
| 2    | 122 | Brian McKeever Guia: Graham Nishikawa        | CAN Canadá         | 3:33.81    | 3:33.81         | +5.85     | Q     |
| 3    | 123 | Jake Adicoff Guia: Sawyer Kesselheim         | USA Estados Unidos | 3:42.13    | 3:42.13         | +14.17    | Q     |
| 4    | 130 | Nico Messinger Guia: Lutz Peter Klausmann    | GER Alemanha       | 3:48.83    | 3:46.54         | +18.58    | Q     |
| 5    | 126 | Eirik Bye Guia: Arvid Nelson                 | NOR Noruega        | 3:49.66    | 3:49.66         | +21.70    | Q     |
| 6    | 127 | Dmytro Suiarko Guia: Vasyl Potapenko         | UKR Ucrânia        | 3:53.01    | 3:50.68         | +22.72    | Q     |
| 7    | 132 | Inkki Inola Guia: Vili Sormunen              | FIN Finlândia      | 3:52.10    | 3:52.10         | +24.14    | Q     |
| 8    | 124 | Thomas Clarion Guia: Antoine Bollet          | FRA França         | 4:27.68    | 3:55.56         | +27.60    | Q     |
| 9    | 125 | Yury Holub Guia: Dzmitry Budzilovich         | BLR Bielorrússia   | 3:58.43    | 3:58.43         | +30.47    |       |
| 10   | 131 | Piotr Garbowski Guia: Jakub Twardowski       | POL Polônia        | 3:59.34    | 3:59.34         | +31.38    |       |
| 11   | 134 | Thomas Dubois Guia: Bastien Sauvage          | FRA França         | 4:40.37    | 4:06.73         | +38.77    |       |
| 12   | 128 | Iurii Utkin Guia: Ruslan Perekhoda           | UKR Ucrânia        | 4:09.46    | 4:06.97         | +39.01    |       |
| 13   | 133 | Mikita Ladzesau Guia: Aliaksei Lukyanau      | BLR Bielorrússia   | 4:20.83    | 4:18.22         | +50.26    |       |
| 14   | 135 | Kairat Kanafin Guia: Anton Zhdanovich        | KAZ Cazaquistão    | 4:21.77    | 4:19.15         | +51.19    |       |
| 15   | 136 | Kazuto Takamura Guia: Yuhei Fujita           | JPN Japão          | 5:02.08    | 4:25.83         | +57.87    |       |
| 16   | 137 | Ŀukasz Kubica Guia: Wojciech Suchwałko       | POL Polônia        | 4:26.23    | 4:26.23         | +58.27    |       |
| 17   | 139 | Rudolf Klemetti Guia: Jaakko Kallunki        | FIN Finlândia      | 4:28.36    | 4:28.36         | +1:00.40  |       |
| 18   | 140 | Svetoslav Georgiev Guia: Ivan Birnikov       | BUL Bulgária       | 4:32.46    | 4:29.74         | +1:01.78  |       |
| 19   | 138 | Choi Bogue Guia: Kim Hyun-woo                | KOR Coreia do Sul  | 4:33.13    | 4:33.13         | +1:05.17  |       |
| 20   | 141 | Siyovush Iliasov Guia: Ilkhomiddin Abdulloev | TJK Tajiquistão    | 9:31.34    | 8:22.78         | +4:54.82  |       |
| —    | 129 | Oleksandr Kazik Guia: Sergiy Kucheryaviy     | UKR Ucrânia        | DNS        | DNS             | DNS       |       |

#### Semifinal 1
| Pos. | Bib | Atleta                                    | País         | Tempo  | Diferença | Notas |
| ---- | --- | ----------------------------------------- | ------------ | ------ | --------- | ----- |
| 1    | 181 | Zebastian Modin Guia: Johannes Andersson  | SWE Suécia   | 4:21.4 | —         | Q     |
| 2    | 185 | Eirik Bye Guia: Arvid Nelson              | NOR Noruega  | 4:35.5 | +14.1     | Q     |
| 3    | 184 | Nico Messinger Guia: Lutz Peter Klausmann | GER Alemanha | 4:43.0 | +21.6     |       |
| 4    | 188 | Thomas Clarion Guia: Antoine Bollet       | FRA França   | 4:43.8 | +22.4     |       |

#### Semifinal 2
| Pos. | Bib | Atleta                                | País               | Tempo  | Diferença | Notas |
| ---- | --- | ------------------------------------- | ------------------ | ------ | --------- | ----- |
| 1    | 182 | Brian McKeever Guia: Graham Nishikawa | CAN Canadá         | 4:10.3 | —         | Q     |
| 2    | 183 | Jake Adicoff Guia: Sawyer Kesselheim  | USA Estados Unidos | 4:10.3 | +0.0      | Q     |
| 3    | 186 | Dmytro Suiarko Guia: Vasyl Potapenko  | UKR Ucrânia        | 4:12.6 | +2.3      |       |
| 4    | 187 | Inkki Inola Guia: Vili Sormunen       | FIN Finlândia      | 4:17.6 | +7.3      |       |

#### Final
| Pos. | Bib | Atleta                                   | País               | Tempo  | Diferença | Notas |
| ---- | --- | ---------------------------------------- | ------------------ | ------ | --------- | ----- |
| 01 ! | 182 | Brian McKeever Guia: Graham Nishikawa    | CAN Canadá         | 4:03.2 | —         |       |
| 02 ! | 181 | Zebastian Modin Guia: Johannes Andersson | SWE Suécia         | 4:05.7 | +2.5      |       |
| 03 ! | 185 | Eirik Bye Guia: Arvid Nelson             | NOR Noruega        | 4:32.7 | +29.5     |       |
| 4    | 183 | Jake Adicoff Guia: Sawyer Kesselheim     | USA Estados Unidos | RAL    | RAL       |       |

Legenda
| Recorde mundial      | Recorde mundial (World record)               |                       | Recorde africano                      | Recorde africano (African) |                                           | Q | Classificado por posição (Qualified) |
| Recorde paralímpico  | Recorde paralímpico (Paralympic record)      | Recorde da América    | Recorde da América (Americas)         | q                          | Classificado por melhor tempo (Qualified) |   |                                      |
| Melhor marca do ano  | Melhor marca do ano (World leading)          | Recorde asiático      | Recorde asiático (Asian)              | DNS                        | Não largou (Did not start)                |   |                                      |
| Recorde nacional     | Recorde nacional (National record)           | Recorde europeu       | Recorde europeu (European)            | DNF                        | Não terminou (Did not finish)             |   |                                      |
| Recorde pessoal      | Recorde pessoal do atleta (Personal best)    | Recorde da Oceania    | Recorde da Oceania (Oceania)          | DSQ / DQ                   | Desclassificado (Disqualified)            |   |                                      |
| Recorde da temporada | Recorde da temporada do atleta (Season best) | Recorde sul-americano | Recorde sul-americano (South America) | NM                         | Sem marca (No mark)                       |   |                                      |

### Esqui cross-country
| Penalizado com cartão amarelo | Penalizado com o cartão amarelo (Yellow card)                                           |  |  |  |
| LL                            | Classificado por tempo (Lucky loser)                                                    |  |  |  |
| PF                            | Vencedor definido por photo finish (Photo finish)                                       |  |  |  |
| LAP                           | Ultrapassado pelo líder (Lapped)                                                        |  |  |  |
| DQB                           | Desclassificado por conduta antidesportiva (Disqualified for unsportsmanlike behaviour) |  |  |  |
| RAL                           | Ranqueado como último (Ranked as last)                                                  |  |  |  |